# Vinuesa
Vinuesa è un comune spagnolo di 874 abitanti situato nella comunità autonoma di Castiglia e León.
Il comune comprende le località di El Quintanarejo e Santa Inés.